# Die Erde (Zola)

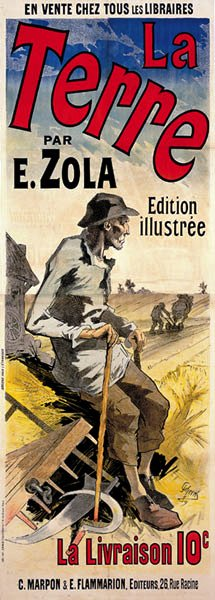
Werbeplakat für Die Erde aus dem Jahre 1887

Die Erde (franz.: La Terre) ist ein Roman des französischen Schriftstellers Émile Zola aus dem Jahr 1887. Er bildet den fünfzehnten Teil des zwanzigbändigen Rougon-Macquart-Zyklus. Die Erstausgabe erschien 1888 bei Charpentier. Die Handlung vollzieht sich in dem fiktiven Dorf Rognes in der Beauce, einem in Zentralfrankreich südwestlich von Paris gelegenen Gebiet. Der Protagonist Jean Macquart ist dem Leser bereits aus Das Glück der Familie Rougon bekannt, in dem seine Kindheit geschildert wird. Sein Schicksal wird in dem späteren Roman Der Zusammenbruch weiter verfolgt. Geschildert wird das Leben einer Landarbeiterfamilie im letzten Jahr des Kaiserreiches, unmittelbar vor Ausbruch des Deutsch-Französischen Krieges.

## Handlung
Der Wanderarbeiter Jean Macquart kommt in das kleine Dorf Rognes, in dem er als Tagelöhner zu arbeiten beginnt. Zuvor hat er als Korporal in der französischen Armee gedient und an der Schlacht von Solferino teilgenommen. Jean verliebt sich in Françoise Mouche, die gemeinsam mit ihrer Schwester Lise in Rognes lebt. Lise ist mit Buteau verheiratet, der beide Schwestern begehrt. Buteaus Vater, der alte Bauer Fouan, hat einen Vertrag aufgesetzt, dem zufolge seine drei Kinder, Fanny Delhomme, die mit einem hart arbeitenden und anerkannten Bauern verheiratet ist, Hyacinthe, ein Strolch und Wilderer, der Jesus Christ genannt wird, und Buteau, ihr Erbe schon vor dem Tod des Vaters antreten sollen. Im Gegenzug müssen sie Fouan eine Pension zahlen. Die Aufteilung des Erbes erfolgt auf Grundlage des napoleonischen Code civil aus dem Jahre 1804 zu gleichen Teilen. Kurz nach Antritt seines Erbes stellt Buteau die Pensionszahlung ein und beginnt, Fanny Avancen zu machen, die diese jedoch zurückweist. Fouans Frau stirbt. Fouan gibt sein bisheriges Zuhause auf und zieht zu Fanny und ihrem Mann. Zwar kommt Fanny ihren vertraglichen Verpflichtungen gegenüber ihrem Vater korrekt nach, doch seine beständige Gegenwart belastet sie. Fouan beschließt, bei seinem Sohn Hyacinthe zu leben. Hyacinthe lebt mit seiner Tochter „La Trouille“, die sämtliche Hausarbeiten für ihn verrichten muss. Unter dem Einfluss des Sohnes schwindet die Selbstachtung Fouans. Er beteiligt sich an Wildereien. Fouan beschließt, fortan bei Buteau und Lise zu leben. Françoise und Jean haben inzwischen geheiratet. Françoise sieht sich außerstande, weiterhin mit Buteau auf einem Hof zu leben, der seiner Frau beständig Avancen macht. Lise ist eifersüchtig auf ihre Schwester und wünscht, dass diese, die ein Kind erwartet, und ihr Mann sich ein eigenes Heim suchen. Sie ist bereit auszuziehen, fordert jedoch zuvor die Auszahlung ihres Erbteils an dem Haus ihrer Eltern. Als Françoise zur Erntezeit allein auf dem Feld ist, wird sie von Lisa und Buteau überfallen. Lisa hält die Schwester fest, während Buteau sie vergewaltigt. Dann verletzt sie die Schwester mit einer Sichel und tötet mit einem Tritt in ihren Bauch ihr ungeborenes Kind. Als Françoise gefunden wird, behauptet sie, einen Unfall erlitten zu haben, und stirbt kurz darauf. Das gierige Paar versucht, Fouan nachts in seinem Zimmer mit Qualm zu ersticken, doch als er überlebt, zünden sie ihn an und arrangieren die Szenerie so, dass es nach einem Unfall aussieht. Die Buteaus verweigern Jean die Auszahlung von Françoises Erbteil. Entsetzt über den Verdacht, er habe seine Frau und deren Vater getötet, verlässt Jean das Dorf. Sein Weg führt ihn an den frischen Grabhügeln und an den erntereifen Kornfeldern vorbei.